# Bulbophyllum ankaratranum
Bulbophyllum ankaratranum är en orkidéart som beskrevs av Rudolf Schlechter. Bulbophyllum ankaratranum ingår i släktet Bulbophyllum och familjen orkidéer. Inga underarter finns listade i Catalogue of Life.